# Relações entre Estados Unidos e Filipinas
As relações entre Estados Unidos e Filipinas são as relações diplomáticas estabelecidas entre os Estados Unidos da América e a República das Filipinas. Os Estados Unidos reconheceram as Filipinas como um Estado independente e estabeleceram relações diplomáticas em 1946. Com exceção do período entre 1942-1945, com a  ocupação do país pelo Japão durante a Segunda Guerra Mundial, as Filipinas estiveram sob administração dos Estados Unidos desde o fim da Guerra Hispano-Americana em 1898.

## Defesa
Os Estados Unidos e as Filipinas têm uma relação complexa e de longa duração na área de segurança. Com base em um tratado de defesa forjado nos primeiros anos da Guerra Fria, Washington e Manila realizam exercícios conjuntos e outras formas de treinamento militar para reforçar o grau de preparação das Forças Armadas das Filipinas (FAP), em resposta às crises e desastres humanitários. O relacionamento também é visto como um dos pilares do reequilíbrio estratégico dos EUA na Ásia. Os militares norte-americanos fornecem a segurança vital para as Filipinas em um momento de tensões sobre a soberania marítima e a persistente preocupação com forças militantes no país. A aliança concede igualmente aos Estados Unidos um ponto de apoio para melhor promover a estabilidade e a paz em uma região cada vez mais volátil.
As Filipinas enfrentam dificuldades para gerenciar os confrontos com grupos insurgentes, como a Frente Moro de Libertação Nacional e a Frente Moro de Libertação Islâmica, e grupos terroristas como o Abu Sayyaf e Jemaah Islamiyah, particularmente em suas regiões do sul. Com início em 2002, os militares dos EUA foram mobilizados para as Filipinas com o intuito de aconselhar e assistir os militares filipinos como parte da Operação Liberdade Duradoura, um amplo programa para erradicar as células de terrorismo na sequência dos ataques de 11 de setembro de 2001.